# Duty (film)
Pour les articles homonymes, voir Duty (homonymie).
Duty est un film muet américain réalisé par Thomas H. Ince et sorti en 1911.

## Fiche technique
- Réalisation : Thomas H. Ince
- Producteur : Carl Laemmle
- Société de production : Independent Moving Pictures Co. of America (IMP)
- Format : Muet - Noir et blanc - 1,33:1 - 35 mm
- Genre : Court-métrage dramatique
- Durée : inconnue
- Date de sortie : États-Unis : 7 septembre 1911